# 파리의 연인들
《파리의 연인들》(Fauteuils d'orchestre, Orchestra Seats)는 프랑스에서 제작된 다니엘레 톰슨 감독의 2006년 멜로/로맨스 영화이다. 세실 드 프랑스 등이 주연으로 출연하였고 크리스틴 고즐런 등이 제작에 참여하였다. 이 영화는 영국과 오스트레일리아에서 Orchestra Seats라는 제목으로 개봉되였으며,
미국, 그리고 영어를 구사하는 캐나다에서는 Avenue Montaigne라는 제목으로 개봉되었다.

## 출연

### 주연
- 세실 드 프랑스
- 발리에리 르메르시

### 조연
- 알베르 뒤퐁텔
- 로라 모란테
- 클로드 브라소
- 크리스토퍼 톰슨
- 대니
- 시드니 폴락
- 기욤 갈리엔
- 수잔느 플론
- 미셸 빌레모
- 마크 리우폴
- 미첼 브루스
- 츠지 카오리
- 사브리나 와자니

## 기타
- 미술: 미쉘 애브 바니어
- 의상: 캐서린 레터리어
- 배역: 스테판 포앙키노스